# Klein-Pöchlarn
Klein-Pöchlarn je městys v Rakousku ve spolkové zemi Dolní Rakousy v okrese Melk. Žije zde 991 obyvatel.

## Geografie

### Geografická poloha
Klein-Pöchlarn se nachází ve spolkové zemi Dolní Rakousy v regionu Waldviertel. Rozloha území městyse činí 6,9 km², z nichž přibližně polovinu pokrývá les. Městys leží na levém břehu Dunaje, naproti městu Pöchlarn, které se nachází na jeho pravém břehu.

### Části obce
Území městyse Klein-Pöchlarn nezahrnuje další menší sídla.

### Sousední obce
- na severu: Artstetten-Pöbring
- na východě: Leiben
- na jihu: Pöchlarn
- na západě: Marbach, Maria Taferl

## Kultura a památky

### Stavby
- Farní kostel sv. Otmara

## Galerie

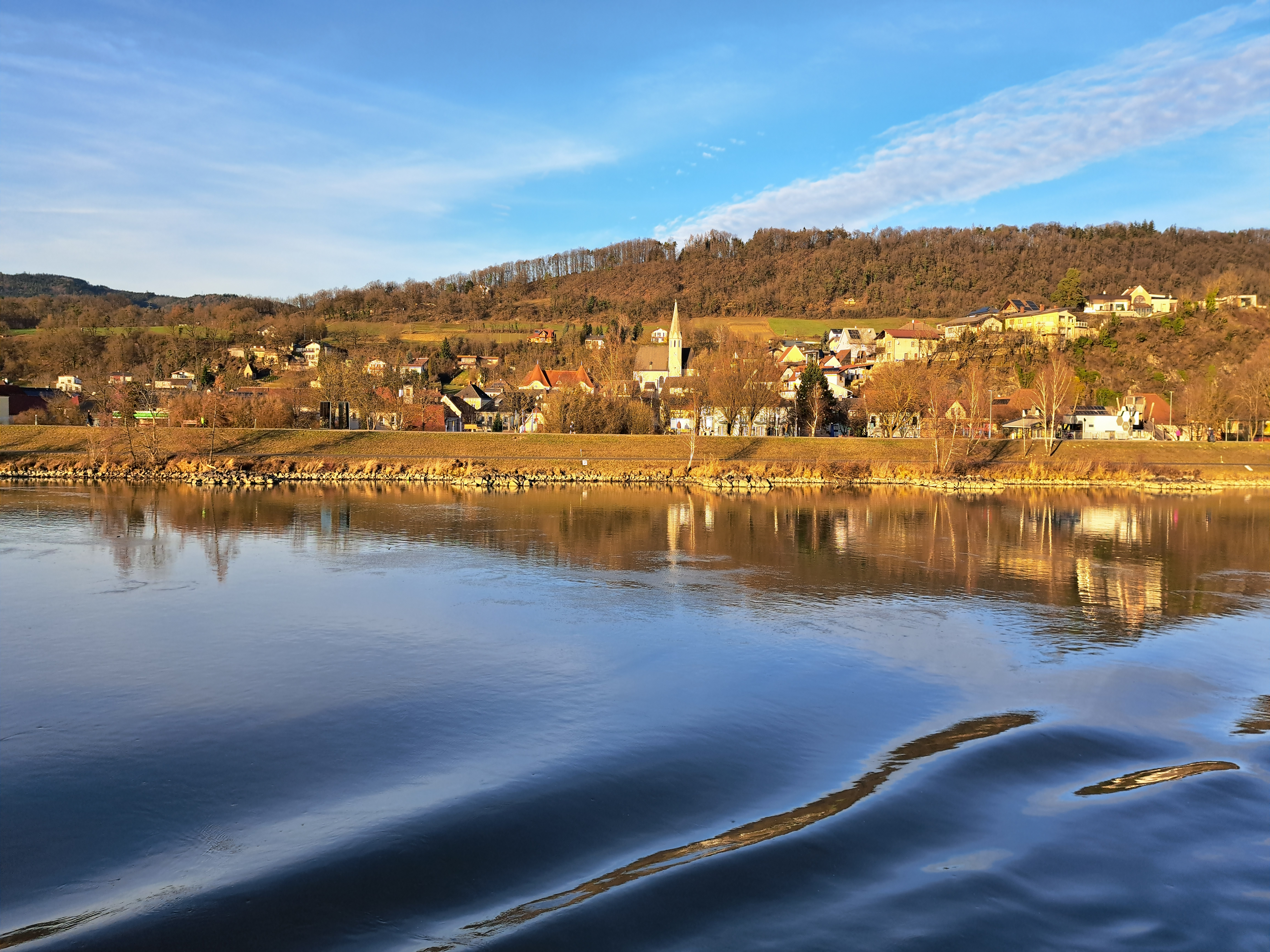
Pohled na Klein-Pöchlarn z Dunaje
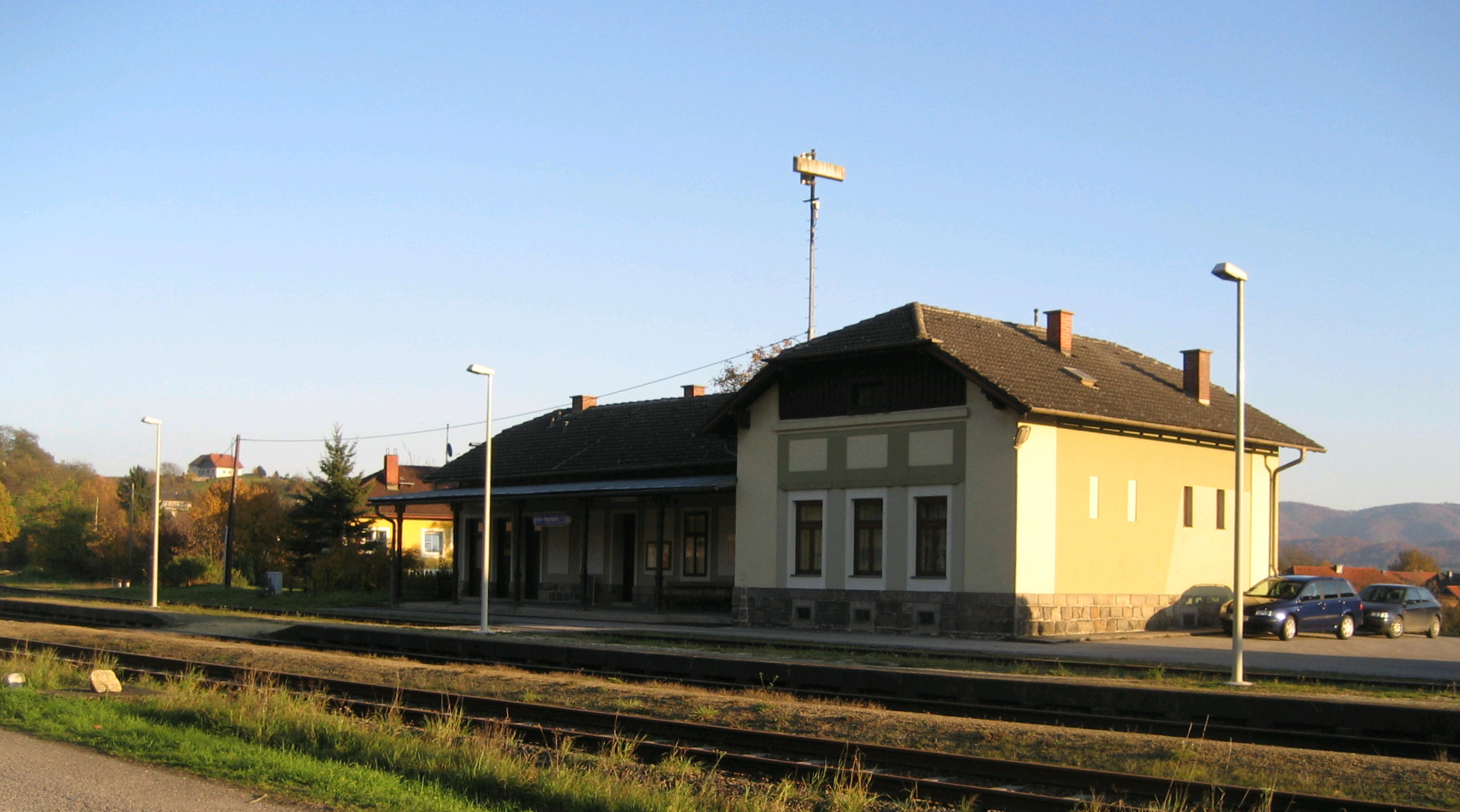
Bývalá železniční stanice
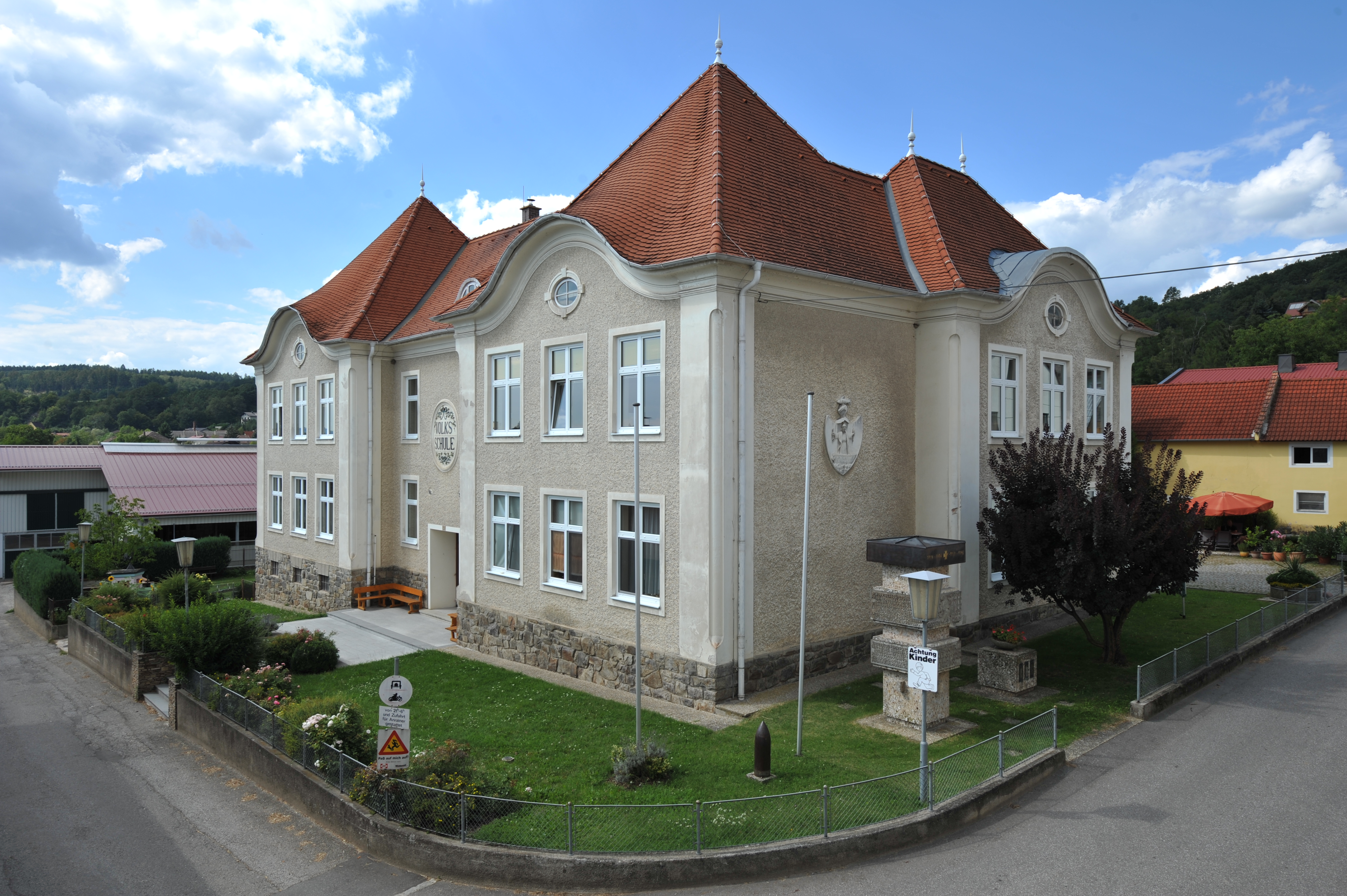
Budova školy
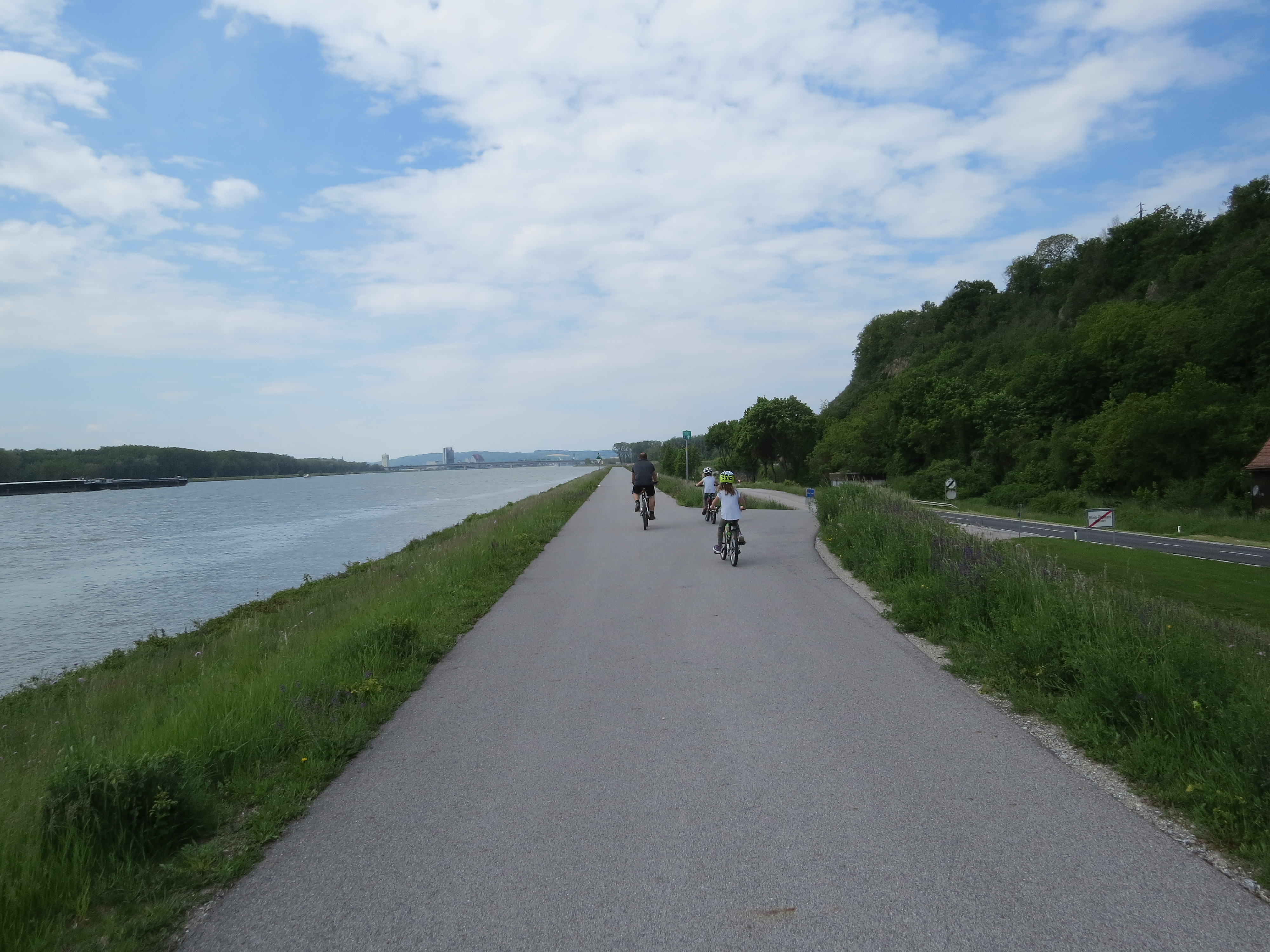
Cyklostezka podél Dunaje